# جوزفين إيرل
جوزفين إيرل (بالإنجليزية: Josephine Earle)‏ هي ممثلة أمريكية، ولدت في 23 فبراير 1892 ببروكلين في الولايات المتحدة، وتوفيت بنفس المكان في 1 أغسطس 1929.

## وصلات خارجية
- جوزفين إيرل على موقع IMDb (الإنجليزية)
- جوزفين إيرل على موقع قاعدة بيانات الفيلم (الإنجليزية)